# ياسين بزاز
ياسين بزاز ولد يوم 19 يوليو 1981 بالقرارم قوقة بولاية ميلة. هو لاعب دولي جزائري يلعب في منصب صانع الألعاب.

## المسيرة الكروية
اللاعب ياسين بزاز، ابن مدرسة نجم القرارم، لعب لفريق النجم في جميع الأصناف (مدرسة-أصاغر-أشبال) ولعب مع أكابر الفريق وهو في صنف الأشبال وعمره لم يتعدى 16 سنة، انتقل بعدها لفريق شباب قسنطينة، حيث برزت مواهبه أكثر هناك ولفت انتباه الكثير من الفرق، وفي النهاية إنضم إلى فريق شبيبة القبائل وصنع أفراح الفريق وحصل معه على كأس الكاف، قبل أن يحترف في الدوري الفرنسي مع نادي أجاكسيو، ثم إنتقل بعدها إلى فريق فالنسيان وبعده إلى ستراسبورغ قبل أن يختمها مع نادي تروا.
يعد ياسين بزاز من اللاعبين القلائل الذين لعبوا في جميع اصناف المنتخب الوطني الجزائري (اشبال، اصاغر، آمال، أكابر) ولعب أيضا في صفوف المنتخب الوطني الجزائري العسكري. حاز بزاز على جائزة أحسن لاعب شاب لموسمين متتاليين (سنة 2001 حيث سلمت له الجائزة على يد الأسطورة رابح ماجر وسنة 2002 على يد الأسطورة مصطفى دحلب)، كانت الاصابات من أبرز العوائق التي منعت بزاز من الظهور بمستواه الحقيقي حتى أنه صرح لإحدى الصحف وقال: «كلما أحس أنني في أوج عطائي تأتي الإصابة لتعرقلني» لكنه قال أيضاً: «أنا أؤمن بالقضاء والقدر والحمد لله».
بعد سنوات في الدوري الفرنسي عاد بزاز إلى بلده الجزائر من بوابة الدوري الجزائري وحمل ألوان عدة اندية مثل اتحاد العاصمة الذي لعب معه موسم واحد لكنه لم يوفق معه قبل أن يلتحق بفريقه السابق شباب قسنطينة اين استطاع بعث مشواره مجدداً ما دفع الناخب الوطني وحيد حليلوزيتش إلى توجيه الدعوة له في تربص المنتخب، بعدما قضى بزاز موسمين مع شباب قسنطينة قرر تغيير الوجهة مجدداً نحو فريق مولودية وهران أين لعب موسماً واحداً هناك قبل أن يعود مجدداً إلى فريقه السابق شباب قسنطينة ويلعب بقميصه للمرة الثالثة في مشواره، عودته هاته المرة كانت ناجحة حيث لعب 3 مواسم مع الشباب ونجح خلالها في تحقيق واحدة من أكبر المفاجآت وهي قيادة فريق شباب قسنطينة للتتويج بالدوري الجزائري موسم 2017-2018 ومع نهاية ذلك الموسم قرر بزاز مغادرة الفريق تاركاً انطباعاً جيداً لدى الأنصار.

## إحصائيات
لعب بقميص اجاكسيو 27 مقابلة سجل خلالها هدفين
لعب بقميص فالونسيان 64 مقابلة سجل خلالها 3 أهداف
لعب بقميص ستراسبورغ 25 مقابلة سجل خلالها 3 أهداف
لعب بقميص تروا 25 مقابلة سجل خلالها هدفين
أول مقابلة في الليغ 1 : أجاكسيو 0-1 سوشو يوم 21 سبتمبر 2002
أول هدف في الليغ 1 : غينغامب 3-1 أجاكسيو يوم 20 ديسمبر 2002
أول مقابلة في الليغ 2 : مونبلييه 1-2 فالونسيان يوم 9 سبتمبر 2005
أول هدف في الليغ 2 : ستراسبورغ 3-1 أجاكسيو يوم 5 أفريل 2009

## روابط خارجية
- ياسين بزاز على موقع رابطة كرة القدم الفرنسية للمحترفين (الإنجليزية)
- ياسين بزاز على موقع قاعدة بيانات كرة القدم.إي يو (الإنجليزية)
- ياسين بزاز على موقع ليكيب (الفرنسية)
- ياسين بزاز على موقع ناشيونال فوتبول تيمز (الإنجليزية)